# Carassioides macropterus
Carassioides macropterus är en fiskart som beskrevs av Nguyen 2001. Carassioides macropterus ingår i släktet Carassioides och familjen karpfiskar. Inga underarter finns listade.